# 백인천
백인천(白仁天, 1942년 4월 27일 ~ )은 KBO 리그와 NPB에서 활약을 했던 대한민국의 야구인이자, 대한민국의 마지막 4할 타자이다.

## 생애
중화민국 장쑤성 우시에서 출생하여 지난날 한때 중화민국 장쑤 성 쑤저우에서 잠시 유아기를 보낸 적이 있는 그는 1945년 8.15 광복 후 귀국하여 그 후 미 군정 조선 수도 서울에서 성장하였다. 현역 야구 선수 시절 포지션은 포수 겸 외야수였다. 일본에서는 '하쿠진텐'으로 불렀다,

### 이력
40세 때였던 1982년 감독 겸 선수로 뛰었던 MBC 청룡에서 기록한 4할 1푼 2리의 시즌 타율(80경기)은 현재까지 경신되지 않은 최고 타율 기록으로 남아 있다. 이후 LG 트윈스, 삼성 라이온즈, 롯데 자이언츠의 감독을 역임하였고, 1990년 LG 트윈스에서 첫 우승을 맛보았고, 삼성 라이온즈 감독으로써도 이승엽 발굴, 훗날 삼성의 왕조 발돋움의 기반 다지기 등 업적을 많이 쌓았지만, 롯데 자이언츠 감독 때는 심각한 성적 부진에 감독 일에 의욕이 없는 듯 인터뷰 때 골프나 치러 다닌 얘기 등을 하면서 이미지가 매우 나빠졌다. 1999년부터 2000년과 2006년에는 각각 SBS와 tvN에서 야구 해설 위원으로 활동하기도 하였는데, 1999년 시즌 후 서정환 감독이 물러날 당시 후임 물망에 한때 거론됐으나 당시 해설위원으로 활동한 SBS와의 전속계약 문제 때문에 좌절됐다. 2007년에는 건강 악화로 해설을 잠시 중단했으나, 2008년부터 이광권 해설자의 후임으로 SBS 스포츠채널에서 3년 계약으로 요미우리 자이언츠에 관한 일본 프로 야구 중계를 맡았었다. 또 본인의 수제자 이승엽을 시찰하기 위해 요미우리 자이언츠의 춘계 캠프에 방문하기도 하였다. 2010년 6월부터 KBO 리그 은퇴선수협의회 회장을 맡고 있다.

### 경력
1961년 제4회 아시아 야구 선수권 대회에 대표팀으로 참가했다. 1월 9일 필리핀전에서 1번 타자로 나서 4회말 3:0으로 앞선 가운데 1사 3루 상황에서 좌월 2점 홈런을 날렸다. 이것은 대회 유일한 홈런이었고 팀은 5:1로 이겼으며, 대만과 공동 2위를 차지했다.

### 선수 경력
- 한국농업은행
- 도에이 플라이어스: 1962년 ~ 1972년
- 닛타쿠홈 플라이어스: 1973년
- 닛폰햄 파이터스: 1974년
- 다이헤이요 클럽 라이온스: 1975년 ~ 1976년
- 롯데 오리온스: 1977년 ~ 1980년
- 긴테쓰 버펄로스: 1981년
- MBC 청룡:1982년

### 지도자 경력
- MBC 청룡 플레잉 감독: 1982년
- 삼미 슈퍼스타즈 플레잉 코치: 1983년 ~ 1984년
- MBC 청룡 감독: 1989년
- LG 트윈스 감독: 1990년 ~ 1991년
- 삼성 라이온즈 감독: 1995년 ~ 1997년
- 연세대학교 타격 인스트럭터: 1998년
- 한화 이글스 타격 인스트럭터: 1999년
- SK 와이번스 타격 인스트럭터: 2002년
- 롯데 자이언츠 감독: 2002년 ~ 2003년

## 수상
- 1959년 이영민 타격상
- 1962년 대한체육회 대한민국 최우수선수상
- 1975년 일본 프로 야구 퍼시픽 리그 수위 타자, 베스트나인
- 일본 프로 야구 올스타전 출장(1967, 1970, 1972, 1979)
- 1990년 KBO 리그 최우수 감독상

## 기타
- 1961년 1월에 열린 동계체육대회 스피드스케이팅 1500m 부문에서 2분 49초 18의 기록으로 1위를 차지한 경험이 있었다.[4]
- 그의 종교는 처음에 불교였지만, 나중에 개신교(장로교)로 개종하였는데 초등학교 때 친구 따라 교회를 다녔고[5] 미국에 사는 남동생이 목회자이기도 하다.
- 유망주 이대호에게 다이어트를 지시하고 오리걸음을 걷게 했다. 이로 인해 이대호는 무릎 연골에 부상을 입어 2군으로 내려가게 되었다. 이후 이대호가 다이어트에 실패하자, 트레이드를 시도를 진행했다고 하나 이것은 기자들이 와전시킨것이고, 실제로는 추진하지 않았다.[6]
- 롯데 자이언츠 감독으로 재임하던 시절에 '롯데에 쓸 만한 포수가 부족하다'는 이유로 에이스 투수였던 손민한을 포수로 전업시키려 했다가 손민한의 거부로 좌절되었고, 이에 백인천은 '이기적인 선수'라면서 한화 이글스의 백업 포수였던 채상병과의 1:1 트레이드를 시도했다. 그러나 롯데 자이언츠 이근수 사장과 이상구 단장의 반대로 실패했다.
- 삼성 라이온즈 감독 시절, 훈련 태도가 부실하다고 눈밖에 난 2루수 강기웅과 심한 불화를 일으켰고 그를 결국 현대 유니콘스에 트레이드했다. 이 트레이드는 강기웅의 야구에 대한 열정을 꺾는 사건이 되었다. 강기웅은 트레이드를 거부함과 동시에, 현대 유니콘스 선수단 합류를 전격 거부하였다. 결국 1997년 2월 17일 현대 유니콘스가 임의탈퇴 공시하여 현역에서 은퇴했다.[7]
- 삼미 슈퍼스타즈로 이적했던 1983년 다른 여성과의 불륜 관계를 걸어 아내가 고소를 하는 바람에 간통죄로 구속되었다. 얼마 뒤 이혼을 하고 고소는 취하되어 선수로 복귀했지만 감각이 저하되어 힘이 되살아나지 않았다. 결국 백인천은 1984년에 현역에서 은퇴했으며[8] 뒷날 재혼했지만[9] 몇 년 후[10] 이혼했다.
- SBS Sports에서 해설자로 근무하던 시절, 2008년 7월 27일 NPB의 요미우리 자이언츠 대 야쿠르트 스왈로즈 전에서 이승엽이 첫 홈런을 쳐냈을 때 외쳤던 멘트가 '하나 둘 셋이야!'인지 '요시, 그란도 시즌!'인지에 대한 몬더그린 논란이 인터넷에서 일었던 적이 있다.[11]

## 연도별 타격 성적
| 연 도     | 소 속                | 경 기 | 타 석 | 타 수 | 득 점 | 안 타 | 2 루 타 | 3 루 타 | 홈 런 | 루 타 | 타 점 | 도 루 | 도 루 자 | 희 생 번 | 희 생 플 | 볼 넷 | 고 4 | 사 구 | 삼 진 | 병 살 타 | 타 율 | 출 루 율 | 장 타 율 | O P S |
| --------- | -------------------- | ----- | ----- | ----- | ----- | ----- | ------- | ------- | ----- | ----- | ----- | ----- | -------- | -------- | -------- | ----- | ---- | ----- | ----- | -------- | ----- | -------- | -------- | ----- |
| 1963년    | 도에이 닛타쿠 닛폰햄 | 20    | 19    | 19    | 0     | 3     | 0       | 1       | 0     | 5     | 0     | 0     | 0        | 0        | 0        | 0     | 0    | 0     | 4     | 0        | .158  | .158     | .263     | .421  |
| 1964년    | 도에이 닛타쿠 닛폰햄 | 92    | 264   | 250   | 25    | 63    | 12      | 1       | 6     | 95    | 23    | 9     | 4        | 3        | 0        | 8     | 0    | 3     | 34    | 5        | .252  | .284     | .380     | .664  |
| 1965년    | 도에이 닛타쿠 닛폰햄 | 116   | 378   | 356   | 43    | 95    | 14      | 2       | 14    | 155   | 44    | 9     | 9        | 4        | 3        | 11    | 0    | 4     | 28    | 14       | .267  | .294     | .435     | .730  |
| 1966년    | 도에이 닛타쿠 닛폰햄 | 126   | 382   | 363   | 42    | 95    | 13      | 1       | 4     | 122   | 23    | 18    | 5        | 3        | 0        | 12    | 0    | 4     | 30    | 16       | .262  | .293     | .336     | .629  |
| 1967년    | 도에이 닛타쿠 닛폰햄 | 128   | 431   | 396   | 43    | 111   | 17      | 4       | 10    | 166   | 51    | 13    | 4        | 12       | 3        | 15    | 0    | 5     | 24    | 13       | .280  | .313     | .419     | .732  |
| 1968년    | 도에이 닛타쿠 닛폰햄 | 117   | 397   | 382   | 52    | 113   | 13      | 3       | 15    | 177   | 51    | 9     | 4        | 2        | 1        | 9     | 0    | 3     | 21    | 8        | .296  | .316     | .463     | .780  |
| 1969년    | 도에이 닛타쿠 닛폰햄 | 109   | 472   | 454   | 68    | 132   | 17      | 9       | 12    | 203   | 46    | 13    | 5        | 0        | 2        | 13    | 1    | 3     | 31    | 18       | .291  | .314     | .447     | .761  |
| 1970년    | 도에이 닛타쿠 닛폰햄 | 127   | 540   | 496   | 67    | 137   | 30      | 2       | 18    | 225   | 64    | 28    | 10       | 2        | 4        | 36    | 1    | 2     | 39    | 13       | .276  | .325     | .454     | .779  |
| 1971년    | 도에이 닛타쿠 닛폰햄 | 107   | 448   | 421   | 47    | 100   | 11      | 4       | 11    | 152   | 38    | 17    | 9        | 0        | 0        | 26    | 2    | 1     | 37    | 16       | .238  | .283     | .361     | .645  |
| 1972년    | 도에이 닛타쿠 닛폰햄 | 126   | 529   | 486   | 67    | 153   | 33      | 3       | 19    | 249   | 80    | 20    | 13       | 4        | 2        | 35    | 3    | 2     | 32    | 16       | .315  | .362     | .512     | .874  |
| 1973년    | 도에이 닛타쿠 닛폰햄 | 96    | 312   | 291   | 27    | 72    | 13      | 0       | 6     | 103   | 20    | 8     | 6        | 2        | 1        | 16    | 2    | 2     | 22    | 5        | .247  | .290     | .354     | .644  |
| 1974년    | 도에이 닛타쿠 닛폰햄 | 114   | 457   | 418   | 63    | 109   | 20      | 1       | 15    | 176   | 42    | 24    | 5        | 5        | 3        | 22    | 1    | 9     | 19    | 18       | .261  | .310     | .421     | .731  |
| 1975년    | 다이웨이요           | 102   | 403   | 379   | 57    | 121   | 18      | 2       | 16    | 191   | 53    | 13    | 6        | 2        | 3        | 17    | 0    | 2     | 18    | 11       | .319  | .349     | .504     | .853  |
| 1976년    | 다이웨이요           | 121   | 498   | 469   | 54    | 135   | 17      | 2       | 17    | 207   | 59    | 15    | 10       | 3        | 2        | 23    | 1    | 1     | 33    | 22       | .288  | .321     | .441     | .763  |
| 1977년    | 롯데                 | 126   | 490   | 452   | 50    | 127   | 11      | 2       | 16    | 190   | 56    | 6     | 6        | 1        | 4        | 30    | 2    | 3     | 33    | 11       | .281  | .327     | .420     | .748  |
| 1978년    | 롯데                 | 58    | 181   | 171   | 19    | 44    | 7       | 0       | 3     | 60    | 11    | 5     | 0        | 1        | 1        | 7     | 1    | 1     | 12    | 9        | .257  | .289     | .351     | .640  |
| 1979년    | 롯데                 | 124   | 443   | 415   | 47    | 141   | 25      | 4       | 18    | 228   | 71    | 3     | 5        | 1        | 1        | 21    | 2    | 5     | 25    | 20       | .340  | .378     | .549     | .927  |
| 1980년    | 롯데                 | 76    | 182   | 167   | 11    | 36    | 1       | 2       | 5     | 56    | 21    | 0     | 1        | 0        | 5        | 7     | 1    | 3     | 17    | 4        | .216  | .253     | .335     | .588  |
| 1981년    | 긴테쓰               | 84    | 214   | 194   | 19    | 44    | 11      | 0       | 4     | 67    | 23    | 2     | 2        | 2        | 0        | 14    | 0    | 4     | 12    | 6        | .227  | .292     | .345     | .638  |
| 1982년    | MBC                  | 72    | 298   | 250   | 55    | 103   | 23      | 1       | 19    | 185   | 64    | 11    | 3        | 0        | 3        | 42    | 10   | 3     | 17    | 5        | .412  | .497     | .740     | 1.237 |
| 1983년    | 삼미                 | 35    | 135   | 121   | 6     | 23    | 6       | 1       | 1     | 34    | 17    | 1     | 0        | 1        | 1        | 11    | 0    | 1     | 9     | 4        | .190  | .261     | .281     | .542  |
| 1984년    | 삼미                 | 10    | 35    | 32    | 6     | 9     | 2       | 0       | 3     | 20    | 10    | 1     | 0        | 0        | 0        | 3     | 0    | 0     | 3     | 2        | .281  | .343     | .625     | .968  |
| NPB：19年 | NPB：19年            | 1969  | 7040  | 6579  | 801   | 1831  | 283     | 43      | 209   | 2827  | 776   | 212   | 104      | 47       | 35       | 322   | 17   | 57    | 471   | 225      | .278  | .316     | .430     | .746  |
| KBO：3年  | KBO：3年             | 117   | 468   | 403   | 67    | 135   | 31      | 2       | 23    | 239   | 91    | 13    | 3        | 1        | 4        | 56    | 10   | 4     | 29    | 11       | .335  | .418     | .593     | 1.011 |

- 굵은 글씨는 시즌 최고 성적.붉은색 글씨는 KBO 역대 최고성적.
- 도에이(도에이 플라이어스)는 1973년 닛타쿠홈(닛타쿠홈 플라이어스), 1974년 닛폰햄(닛폰햄 파이터스)로 구단명 변경

## 주요 기록
일본 프로 야구 첫 기록
- 첫 출장: 1963년 6월 26일, 대 난카이 호크스 12회전 (메이지 진구 야구장), 7회 포수 출장
- 첫 선발 출장: 1963년 6월 27일, 대 난카이 호크스 13회전 (메이지 진구 야구장), 8번 포수 선발 출장
- 첫 안타: 동상, 6회 미우라 기요히로 상대로 내야 안타
- 첫 도루: 1964년 3월 28일, 대 도쿄 오리온스 1회전 (고라쿠엔 구장), 8회 2루 도루 (투수: 나카니시 가쓰미, 포수: 다이고 다케오)
- 첫 타점: 1964년 3월 31일, 대 난카이 호크스 4회전 (오사카 구장), 8회 다카하시 에이치로 상대로 적시타
- 첫 홈런: 1964년 8월 2일, 대 난카이 호크스 21회전 (고라쿠엔 구장), 2회 다카하시 에이치로 상대로 좌월 2점 홈런

일본 프로 야구 기록 달성 경력
- 1000시합 출장：1972년 6월 30일, 대 롯데 오리온스 11회전（고라쿠엔 구장, 1번 중견수 선발 출장　※역대 159번째
- 100홈런：1972년 7월 2일, 대 롯데 오리온스 14회전（고라쿠엔 구장), 8회 기다루 마사아키 상대로 좌월 1점 홈런　※역대 67번째
- 1000안타：1972년 10월 10일, 대 한큐 브레이브스 26회전 (헤이와다이 구장), 2회 이시이 시게오 상대로 중전 안타　※역대 81번째
- 150홈런：1976년 5월 29일, 대 긴테쓰 버펄로스 전기 10회전 (후지이데라 구장), 1회 이모토 다카시 상대로 선제 1점 홈런　※역대 43번째
- 1500시합 출장：1976년 10월 6일, 대 난카이 호크스 후기 13회전 (오사카 구장), 5번 중견수 선발출장　※역대 52번째
- 1500안타：1977년 7월 13일, 대 닛폰햄 파이터스 후기 2회전 (가와사키 구장), 6회 노무라 오사무 상대로 좌전 안타　※역대 32번째
- 200홈런：1979년 10월 4일, 대 한큐 브레이브스 후기 10회전 (니시쿄고쿠 구장), 3회 사토 요시노리 상대로 좌월 2점 홈런　※역대 32번째

## 출연 TV 프로그램
- 2011년 OBS경인TV 《나는 전설이다》
- 2015년 대전MBC 《토크앤조이》

## 같이 보기
- 김봉연
- 이광권
- 김용희